# Balduin II. Flanderský
Balduin II. Flanderský (francouzsky Baudouin le Chauve ; 863/867? – 10. září 918) byl hrabě z Flander a z Boulogne.

## Život
Byl starším synem flanderského hraběte Balduina I. a Judity, dcery západofranského krále Karla Holého. Z matčiny strany tak byl potomkem Karla Velikého. První léta jeho samostatné vlády byla poznamenána ničivými nájezdy vikingů, přičemž se mu podařilo vybudovat nová opevnění.
Posléze využil konfliktu mezi Karlem Prosťáčkem a Odem Pařížským, kteří soupeřili o západofranský trůn a zmocnil se hrabství Ternois a Boulogne. Roku 884 se oženil s Ælfthryth, dcerou Alfréda Velikého. O šest let později byl pro vraždu remešského arcibiskupa Fulka, s nímž měl dlouhodobé spory o klášter Saint-Bertin, papežem Benediktem IV. exkomunikován.
Zemřel v září 918 a byl pohřben v opatství Saint-Bertin. V roce 929 byly jeho ostatky převezeny do kláštera svatého Petra v Gentu, kde byl pohřben společně se svou téhož roku zesnulou chotí. Syn Arnulf převzal flanderské hrabství a Adelolf se stal hrabětem z Boulogne.